# クリストファー・サクストン

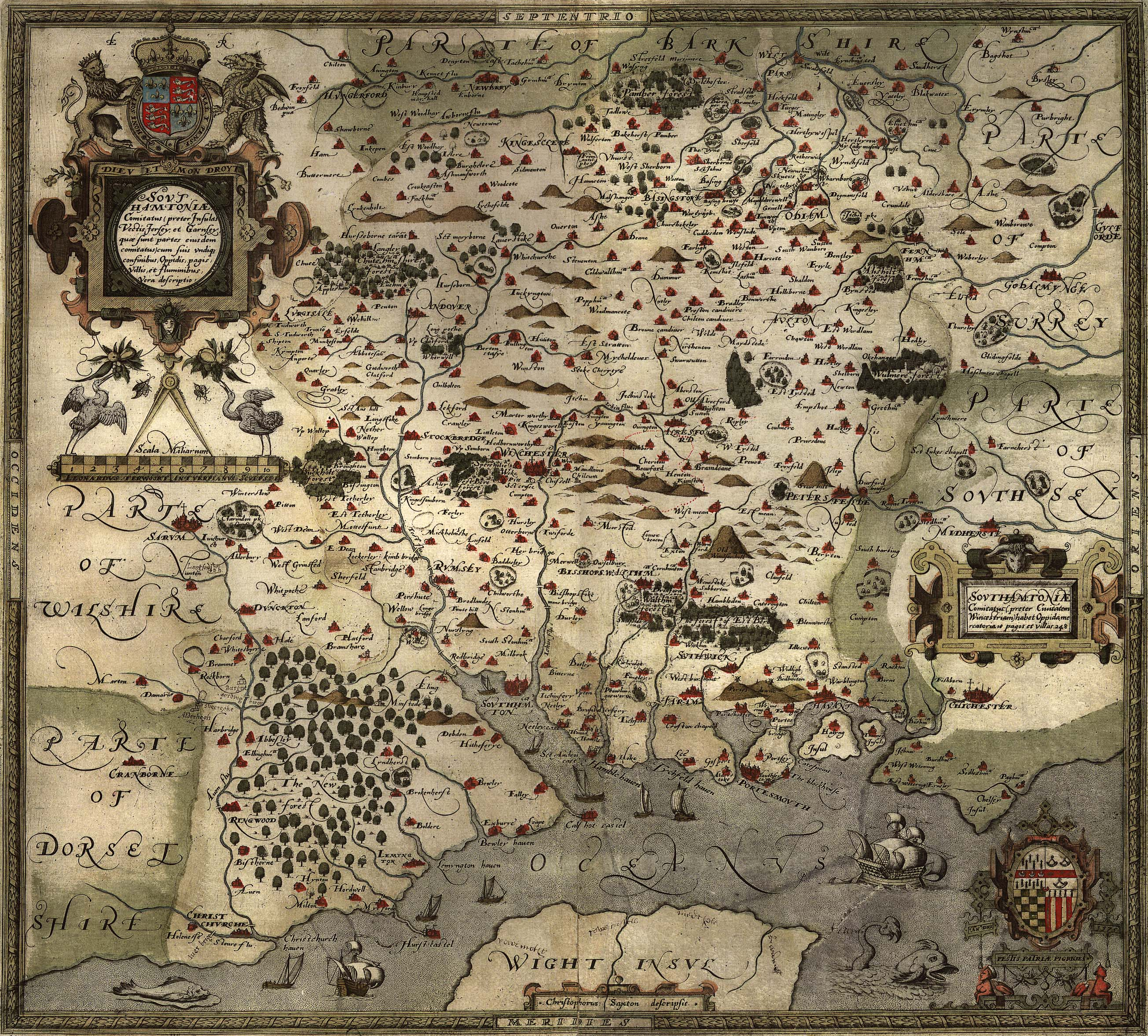
Example of Saxton's cartography

クリストファー・サクストン（Christopher Saxton、1540年 - 1610年） は、イングランド王国の地図製作者。初めてイングランドおよびウェールズの地図を製作した。

## 経歴
サクストンは1540年頃、イングランドの西ヨークシャー区　デューズベリーで出生したと言われている。彼はウィットキークのティングレイの近くの小村ダンニングレイで育った。若いころデューズベリーとソーンヒルの司祭ジョン・ルッドの使用人であった。ジョン・ルッドは熱心な地図製作者であり、自らの技をサクストンに伝授した。1570年、サクストンはウィリアム・セシルと共に全イングランドとウェールズの調査を開始した。これは当時重大なことであり、1574年までに初版が印刷され、1578年に調査は終了した。1610年頃永眠した。

## 業績
彼の作成した地図は1579年にAtlas of the Counties of England and Walesとして発行され、いくつかの国で最初の地図帳となった。それは35枚の地図から構成され、サクストンの支援者エリザベス1世とトーマス・サックフォードにより、支えられていた。しかしその地図には山や丘が示されているが、標高や位置情報が示されていなかった。様々な建物や居住地を表すシンボルが使われ、彼の地図は後の地図の基準となった。
サクストンによって作られた地図はオーガスティン・ライザー、レミギウス・ホーゲンバーグ、アントウェルペンのレオナード・ターウト、ロンドンのニコラス・レイノールド、コーネリアス・ ホギアス、フランシス・スキャッターによって印刷された。この製版者達はオランダやフランドルに起源をもつ。サクストン自身が印刷したという証拠はないが、しかしある報告によると、それらをウェールズやヘレフォードシャーで彼自身の手で印刷したという。サクストンは10年間にそれを販売するライセンスを手に入れた。マンチェスターにあるチェサムズ図書館では彼の地図のコピーを所蔵している。

## 文献
- Christopher Saxton, William Ravenhill (introduction), Christopher Saxton's 16th Century Maps, Chatsworth Library ISBN 1-85310-354-3 (hbk, 1992) ISBN 1-85310-724-7 (pbk, 1995).